# Monument to the Dream
Monument to the Dream ist ein Dokumentar-Kurzfilm von Charles Guggenheim aus dem Jahr 1967.

## Inhalt und Hintergrund

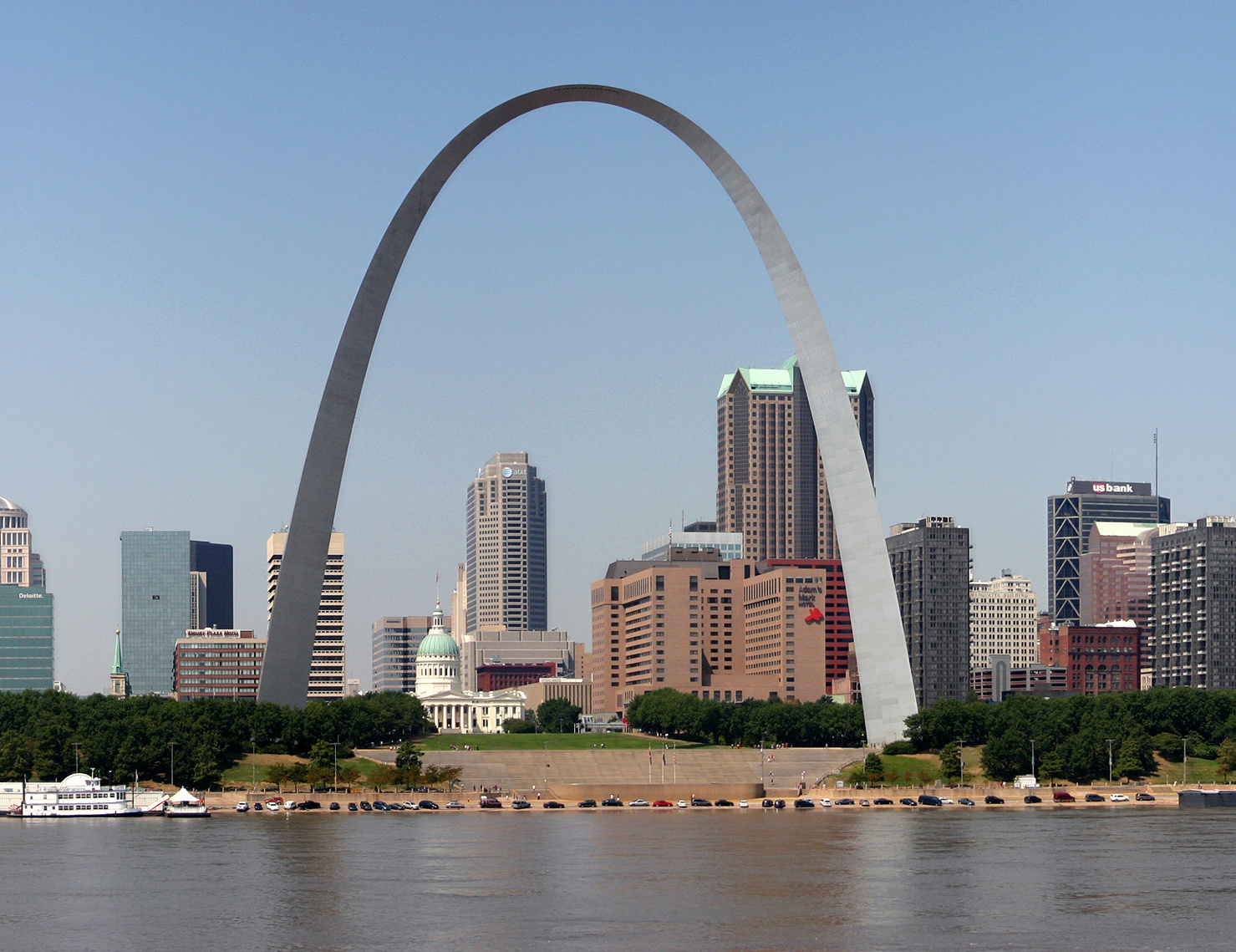
Jefferson National Expansion Memorial.

Der Film handelt vom Bau und der Eröffnung des Gateway Arch, des Jefferson National Expansion Memorial, über den Ufern des Mississippi in St. Louis, Missouri, der heute als höchster Bogen und Nationaldenkmal des Landes (National Memorial) gilt. 
Monument to the Dream zeichnet in beunruhigenden Höhen die Abenteuer der Entwicklung des Bogens nach, von den frühen Konzepten auf dem Zeichenbrett über die Herstellung seiner Edelstahlprofile bis hin zur triumphalen Platzierung in einem Wettlauf gegen die Sonne letzter Abschnitt im Herbst 1965. Durch die Worte des Meisterarchitekten Eero Saarinen und den Umgebungschor von Schlägeln, die Metallbleche in anmutige Kurven schlagen, enthüllt der Film die innovativen Strukturtechniken und das brillante Design dieses avantgardistischen Denkmals, das zugleich eine der größten Errungenschaften des Bauingenieurwesens im 20. Jahrhundert ist.
Charles Guggenheim produzierte den Film mit seiner eigenen Filmproduktionsgesellschaft Guggenheim Productions.

## Auszeichnungen
Der Dokumentarfilmer Charles Guggenheim wurde für den Film bei der Oscarverleihung 1968 für den Oscar für den besten Dokumentar-Kurzfilm nominiert. Im Laufe seiner Karriere gewann er drei Mal einen Oscar und war weitere sechs Mal für einen Oscar nominiert.